# 10177 Еллісон
10177 Еллісон (10177 Ellison) — астероїд головного поясу, відкритий 10 лютого 1996 року.
Тіссеранів параметр щодо Юпітера — 3,562.